# ألكسندر أمبونساه
ألكسندر أمبونساه (بالإنجليزية: Alexander Amponsah)‏ (ولد في 12 سبتمبر 1997 في أكرا، غانا) لاعب كرة قدم غاني يجيد اللعب في مركز الوسط المدافع وبدرجة أقل قلب الدفاع والوسط المهاجم. يلعب حاليا لصالح سترة البحريني منذ 2023.